# Rezerwat przyrody Głuszec
Rezerwat przyrody Głuszec – dawny częściowy rezerwat przyrody położony na terenie gminy Narewka w województwie podlaskim. Został utworzony w 1979 roku. W 1996 roku znalazł się w granicach Białowieskiego Parku Narodowego (od 2005 roku w obszarze ochrony ścisłej).
Powierzchnia według aktu powołującego: 122,68 ha
Rok powstania: 1979
Rodzaj rezerwatu: leśny 
Stworzony w celu zachowania drzewostanów sosnowych i sosnowo-świerkowych pochodzenia naturalnego, charakterystycznych dla Puszczy Białowieskiej, oraz jednej z największych w Puszczy ostoi głuszca.
Teren, na którym leżał rezerwat, nosi nazwę Uroczysko Głuszec. Prowadzą do niego szlaki turystyczne:
- czerwony szlak okrężny „Wokół Uroczyska Głuszec”, rozpoczynający się i kończący we wsi Stare Masiewo, długość 5,5 km[4][5],
- zielony „Wilczy Szlak” – biegnący wzdłuż zachodniej granicy Uroczyska, na odcinku wspólnym ze szlakiem czerwonym[5][6].